# نیکون
نیکون کورپوریشن (به ژاپنی: 株式会社ニコン) یک شرکت چندملیتی ژاپنی است که مقر آن در توکیو قرار دارد. نیکون در زمینه طراحی، توسعهٔ فناوری و تولید انواع دوربین عکاسی و عدسی‌های اپتیک فعال است. این کورپوریشن زیرمجموعه‌ای از گروه میتسوبیشی محسوب می‌شود.
واحد پژوهش و توسعه نیکون همواره پیشتاز توسعۀ جدیدترین فناوری‌ها در طراحی و تولید ملزومات عکاسی از جمله موتورهای اولتراسونیک، نورسنجی سه‌بعدی، مدارهای پرسرعت و پردازنده‌های قدرتمند موتور اتوفوکوس و واپسین فناوری در زمینه اضافه نمودن ویدیوپروژکتور در تولیدات دوربین دیجیتال بوده‌است.

## تاریخچه
شرکت نیکون در ۲۵ ژوئیه ۱۹۱۷ میلادی با ترکیب سه شرکت پیشرو در زمینه اپتیک پایه‌گذاری شد و در سال‌های نخست با نام نیکور محصولات اپتیک خودرا ارائه می‌داد (هم اکنون نیز روی لنزهای حرفه‌ای نام Nikkor درج شده‌است).

برای مدت شش سال پس از تأسیس این شرکت تولیدکننده عدسی‌های اپتیک برای دوربین‌های عکاسی (از جمله دوربین‌های کنون)، دوربین‌های دوچشمی، میکروسکوپ و لوازم آزمایشگاهی بود. در سال‌های پیش از جنگ جهانی اول تهیه لنزها و تلسکوپ‌ها و پریسکوپ‌های جنگی و زیردریایی و همچنین دوربین‌های چشمی و عکاسی از جمله تخصص‌های این شرکت بود. در خلال جنگ جهانی دوم شرکت نیکون به نوزده کارخانه تولیدی توسعه پیدا کرد که ۲۳ هزار کارمند را در خود جای می‌دادند. این کارخانه‌ها عدسی و دوربین‌های دوچشمی و پریسکوپ برای ارتش ژاپن تولید می‌کردند.

پس از پایان جنگ، نیکون بر تولید محصولات غیرنظامی و تجاری تمرکز کرد. در سال ۱۹۴۸ میلادی نخستین دوربین با برَند نیکون به بازار عرضه شد. نام این محصول نیکون۱ بود. لنزهای نیکون توسط خبرنگار آمریکایی دیوید داگلاس دانکن در طول جنگ کره مورد استفاده قرار گرفت و از همین طریق شهرت یافت. دانکن که در هنگام شروع جنگ در توکیو بود، با خبرنگار جوان ژاپنی به نام جون میکی آشنا شد که از طریق او با لنزهای نیکون آشنا شد. دانکن از ژوئیه سال ۱۹۵۰ تا ژانویه سال ۱۹۵۱ در جنگ کره به تهیه گزارش مشغول بود. استفاده از لنزهای نیکون روی دوربین لایکا باعث شد عکس‌هایی با کنتراست بالا و شفافیت بسیار خوبی بگیرد.
نیکون تاکنون بیشترین شمار لنز و دوربین را در جهان تولید کرده و ۲۸ سال متوالی برنده بهترین و با کیفیت‌ترین لنز و دوربین از فستیوال عکاسی DIWA و فستیوال‌های جهانی بوده‌است. همچنین نیکون در ۱۵ سال گذشته، به ساخت دستگاه‌های تصحیح عیوب انکساری چشم مانند لیزیک نیز اقدام نموده‌است.

لازم به ذکر است که در کنار تولید لوازم و تجهیزات عکاسی، شرکت نیکون خط تولید جداگانه‌ای برای تولیدات لیتوگرافی نوری دارد.

## پیدایش سری اف
نیکون اس-پی و بقیه دوربین‌های تک‌لنزی غیربازتابی دهه ۵۰ و ۶۰ میلادی در رقابت شدیدی با لایکا و زایس بودند. هرچند که نیکون فعالیت بر روی دوربین‌های تک‌لنزی غیربازتابی را متوقف کرد و روی محصولات سری اِف (دوربین تک‌لنزی بازتابی) متمرکز شد که موفقیت خوبی هم به همراه آورد. پس از معرفی سری اف در سال ۱‍۹۵۰ برای مدت ۳۰ سال دوربین‌های سری اف به محبوب‌ترین دوربین‌های تک‌لنزی بازتابی در میان عکاسان حرفه‌ای تبدیل شد. این دوربین‌ها همچنین در برنامه‌های فضایی ایالات متحده نیز به کار رفت.

نیکون مبتکر و رواج‌دهنده بسیاری از فناوری‌ها در دنیای عکاسی بود. از این جمله می‌توان به سامانه مجزا (بدنه و لنزهای قابل تعویض)، نمایاب، کنترل الکترونیکی شاتر و بسیاری نوآوری‌های دیگر اشاره کرد. هرچند که با رواج دوربین‌های مینولتا و دیگر رقبا در دهه ۸۰ که فوکوس خودکار را پشتیبانی می‌کردند، دوربین‌های فوکوس دستی ِ نیکون کم‌کم از دور خارج شدند.

اصرار نیکون بر حفظ یکپارچگی لنزهای جدید با دوربین‌های قدیمی و تولید لنزهای فوکوس اتوماتیک بر پایه لنزهای قدیمی‌تر و همچنین نوآوری کنون در سال ۱۹۸۷در معرفی سامانه کاملاً جدید لنزهای فوکوس اتوماتیک (سری ای-او-اس) باعث شد بسیاری از عکاسان حرفه‌ای به‌ویژه در حوزه عکاسی ورزشی به دوربین‌های کنون روی بیاورند.

## عکاسی دیجیتال

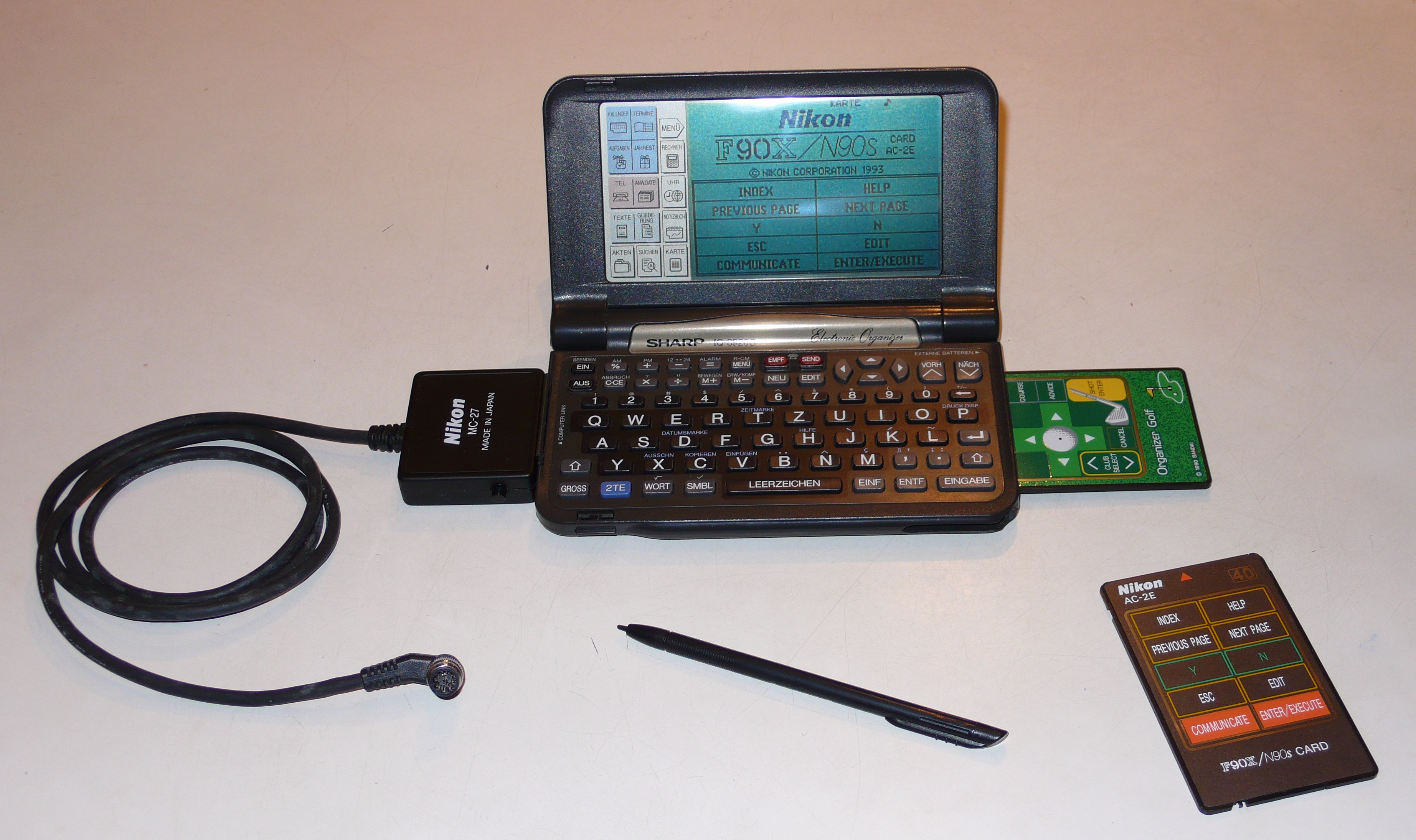
سامانه پیوند داده‌های اس سی-۲ ئی نیکون. محصول سال ۱۹۹۳

نیکون نخستین دوربین‌های تک‌لنزی بازتابی دیجیتال (DSLR) بکار رفته در ناسا و شاتل‌های فضایی در سال ۱۹۹۱ را ارائه کرد. پس از آغاز همکاری با شرکت کداک در دهه ۹۰ میلادی به تولید دوربین‌های دیجیتال بر پایه بدنه‌های دوربین‌های فیلمی خود پرداخت و نهایتاً در سال ۱۹۹۹ نخستین دوربین دیجیتال که برند نیکون را بر خود داشت با نام دی-۱ به بازار عرضه کرد. با اینکه اندازه سنسور بکار رفته در این دوربین تنها ۲/۳ فیلم ۳۵ میلی‌متری بود (سپس DX نامیده شد) ولی قیمت نسبتاً مناسب و کیفیت قابل قبول آن باعث شد که جایگزین مناسبی برای دوربین‌های فیلمی ِ عکاسان خبری و ورزشی باشد.

در طول سال‌های پس از ۲۰۰۰ میلادی و تا سال ۲۰۰۷ که نیکون نخستین دوربین دیجیتال خود که از سنسور هم اندازه ۳۵ میلی‌متری استفاده کند را معرفی کرد، بازار دوربین‌های دیجیتال حرفه‌ای (DSLR) در اختیار کنون بود. فروش نیکون رو به کاهش گذاشت و از لحاظ فروش لنز و دوربین در جایگاه دوم قرار گرفت.

در سال ۲۰۰۵ و با تغییر مدیریت، نیکون کار بر روی دوربین‌های Full frame را آغاز کرد و در اواخر ۲۰۰۷ دوربین نیکون دی۳ را با سنسور ۳۵ میلی‌متری به بازار عرضه کرد. فقط پس از چند ماه نیکون دی۷۰۰ معرفی شد و نیکون کم کم اعتبار و سهم بازار از دست رفته را بدست آورد. این موفقیت‌ها مدیون دوربین‌هایی با سرعت بالا، کارایی خوب در نور پایین و راحتی استفاده بود.
همچنین دوربین نیکون دی۹۰ نخستین دوربین دوربین دیجیتال تک‌لنزی بازتابی بود که توانایی فیلمبرداری داشت. پس از آن قابلیت فیلمبرداری به دوربین‌های دوربین دیجیتال تک‌لنزی بازتابی اضافه شده‌است.

## بخشی از تولیدات این شرکت

### در ردهفول فریم
رده حرفه ای ( دوربین سریع مناسب برای عکاسی خبری ، ورزشی و حیاط وحش ) :
نیکون دی 5
نیکون دی 4 اس 
نیکون دی 4
نیکون دی 3 اکس 
نیکون دی 3 اس
رده با رزولوشن بالا:
نیکون دی 850 
نیکون دی 810
نیکون دی 800 ای
نیکون دی 800
رده حرف ای:
نیکون دی 750 
نیکون دی 700
رده اقتصادی ( مناسب برای شروع ):
نیکون دی 610
نیکون دی 600

## در ردهAPS-C
رده حرفه ای ( دوربین سریع مناسب برای عکاسی خبری ، ورزشی و حیاط وحش ) :
نیکون دی 500
نیکون دی 300 اس
رده نیمه حرفه ای :
نیکون دی 7500
نیکون دی 7200
نیکون دی 7100
نیکون دی 7000
رده اماتوری :
نیکون دی 5600
نیکون دی 5500
نیکون دی 5400
نیکون دی 5300
رده اقتصادی ( مناسب برای شروع ) :
نیکون دی 3500
نیکون دی 3400
نیکون دی 3300
نیکون دی 3200

## خط تولید کشور تایلند
نیکون بسیاری از تجهیزات خطوط تولید خود را به کشور تایلند و همچنین دوربین‌ها و لنزهای سری پایین را به کشورهای چین و اندونزی منتقل کرده‌است. خط تولید نیکون در کشور تایلند تا سال ۲۰۰۴ بیش از ۸۰۰۰ کارمند در خود جای داد. از سال ۲۰۰۹ میلادی همه دوربین‌های سری DX نیکون در تایلند و همه مدل‌های FX در ژاپن تولید می‌شوند.

## نگارخانه

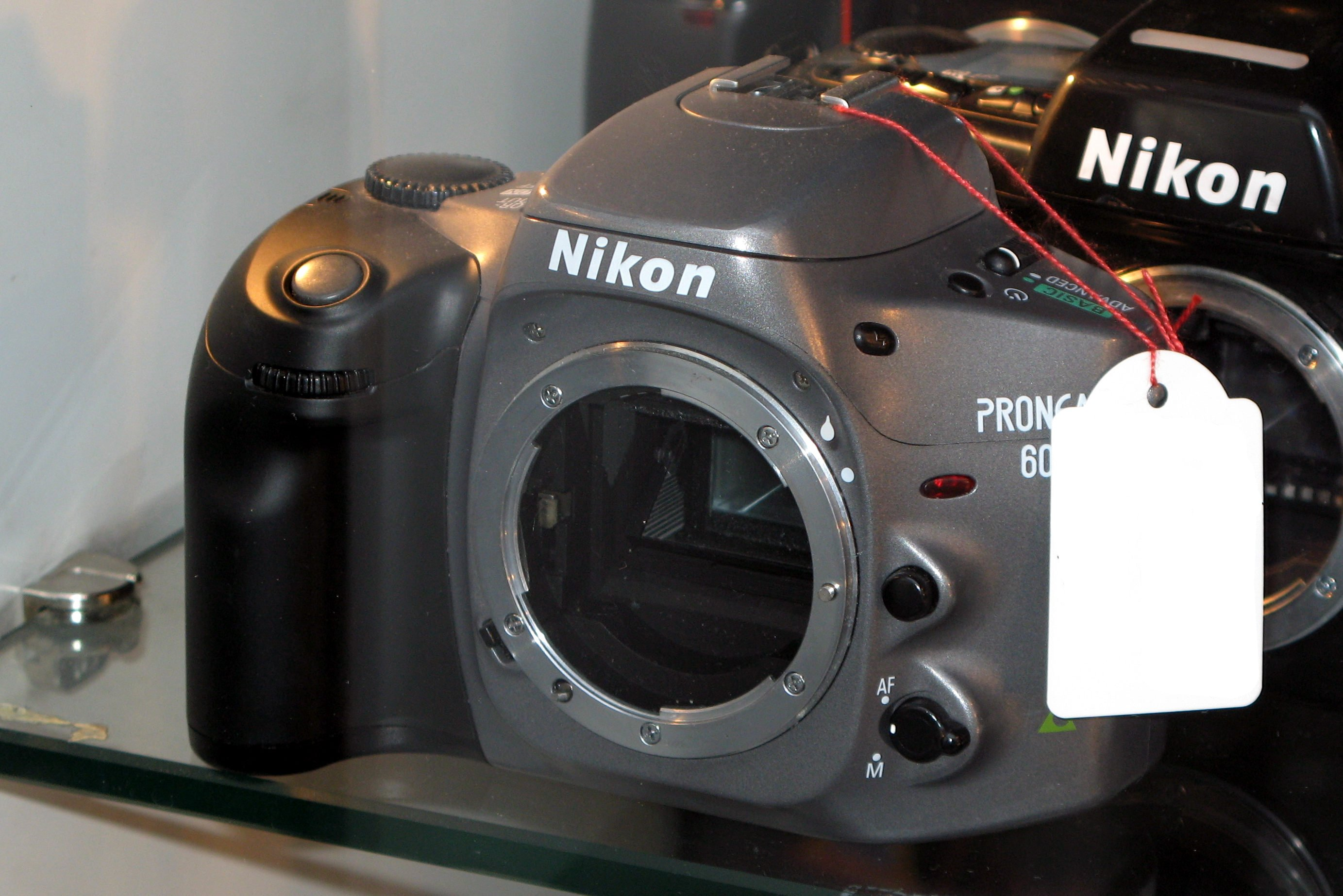
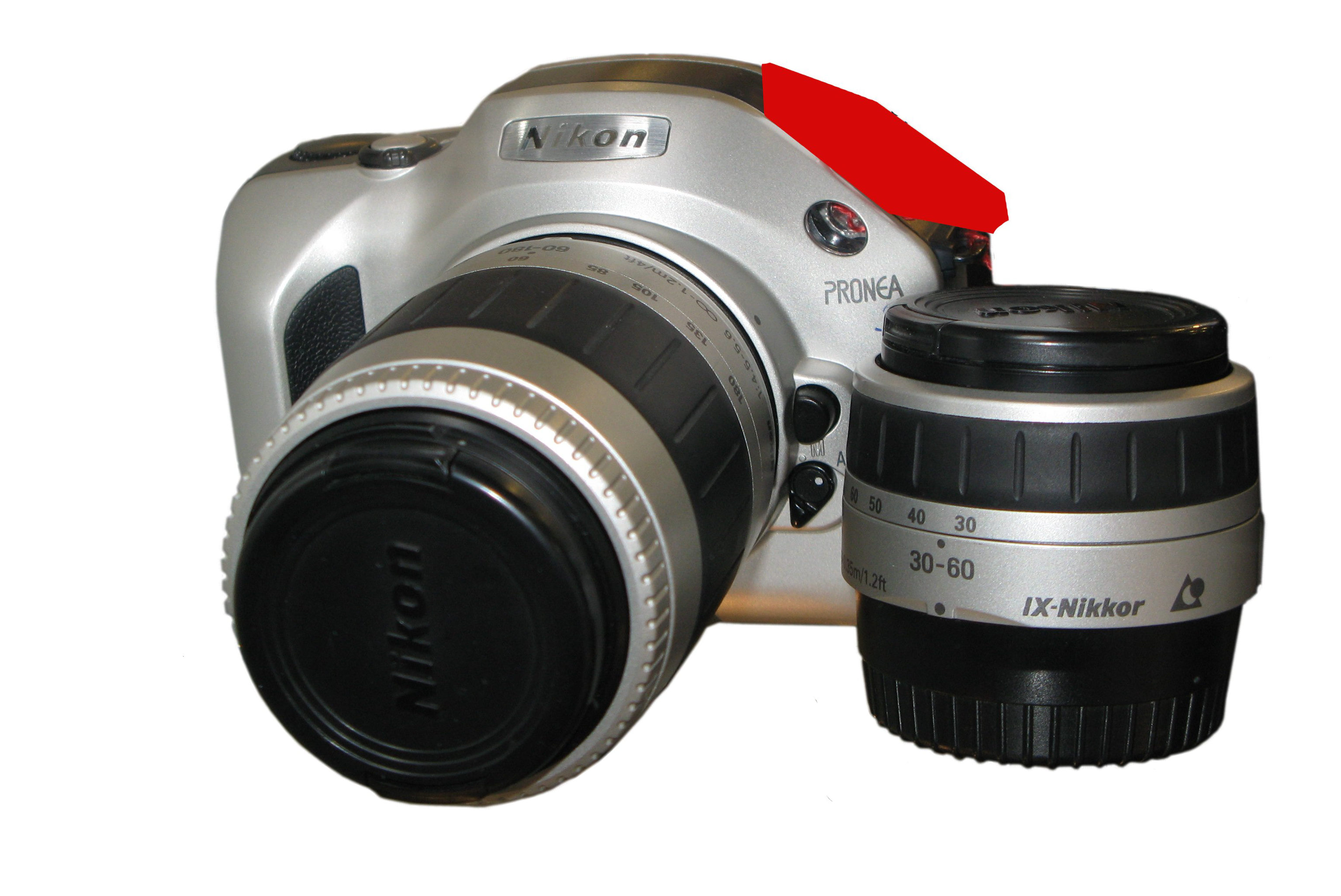
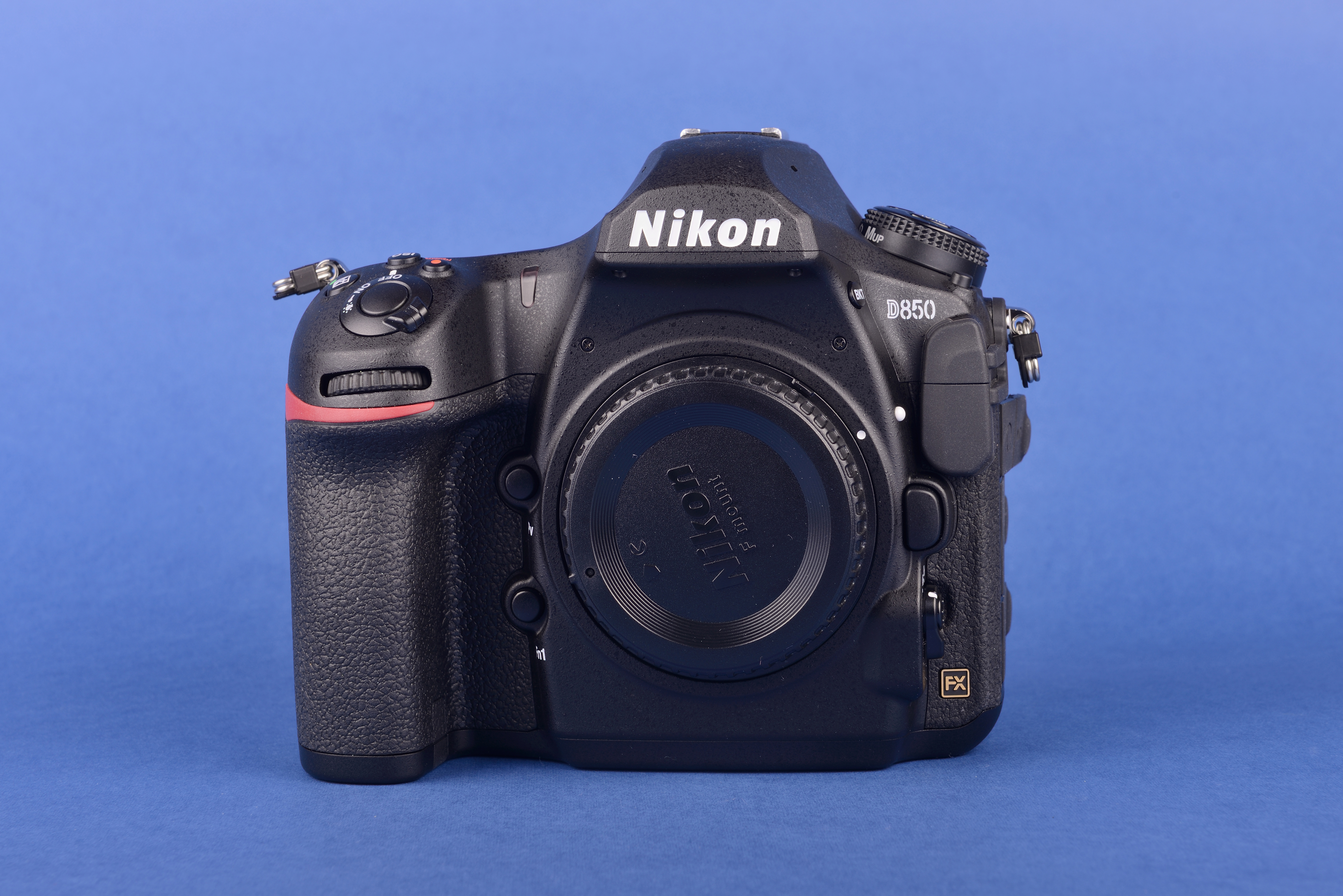
Nikon d850
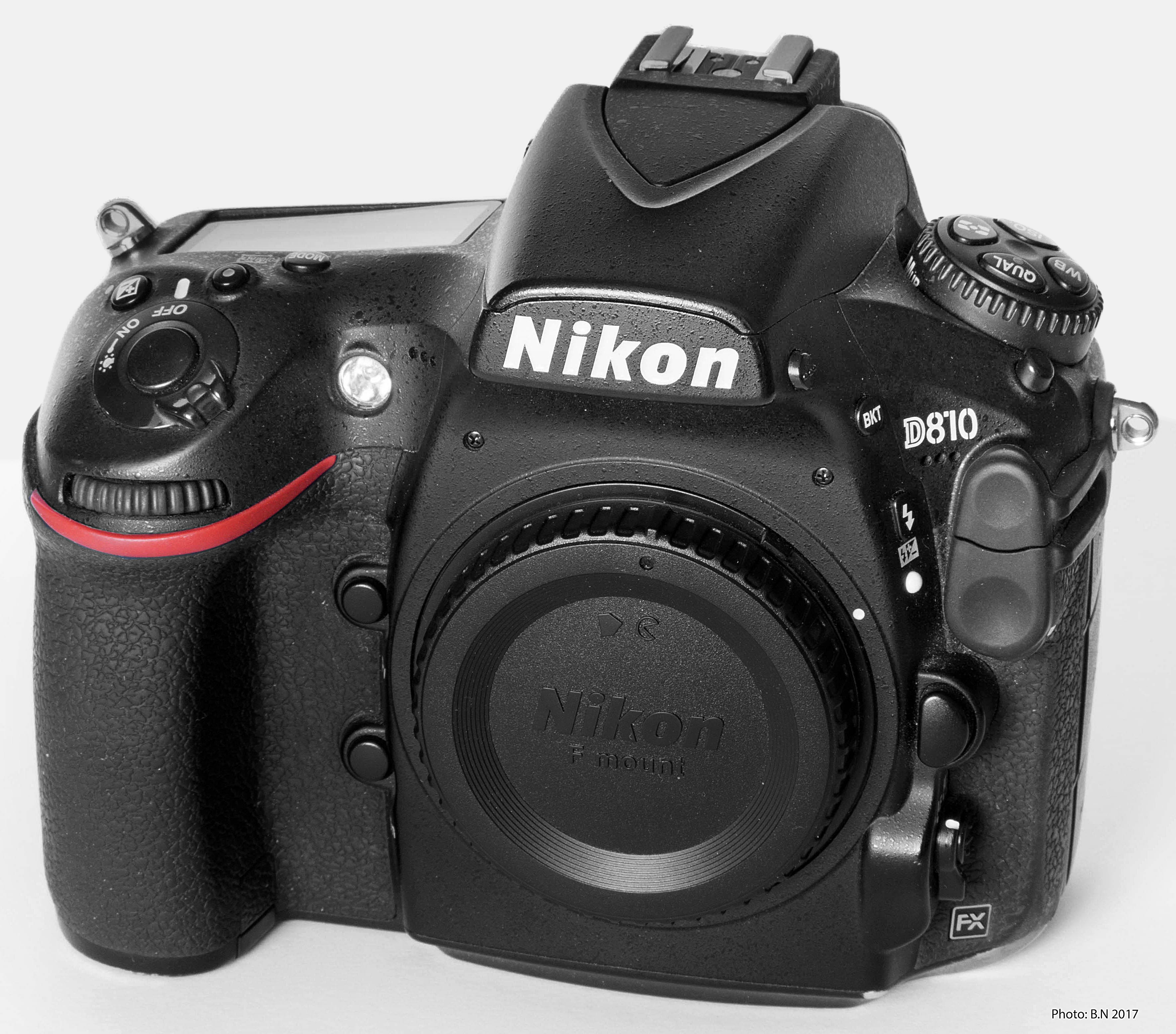
نیکون D810
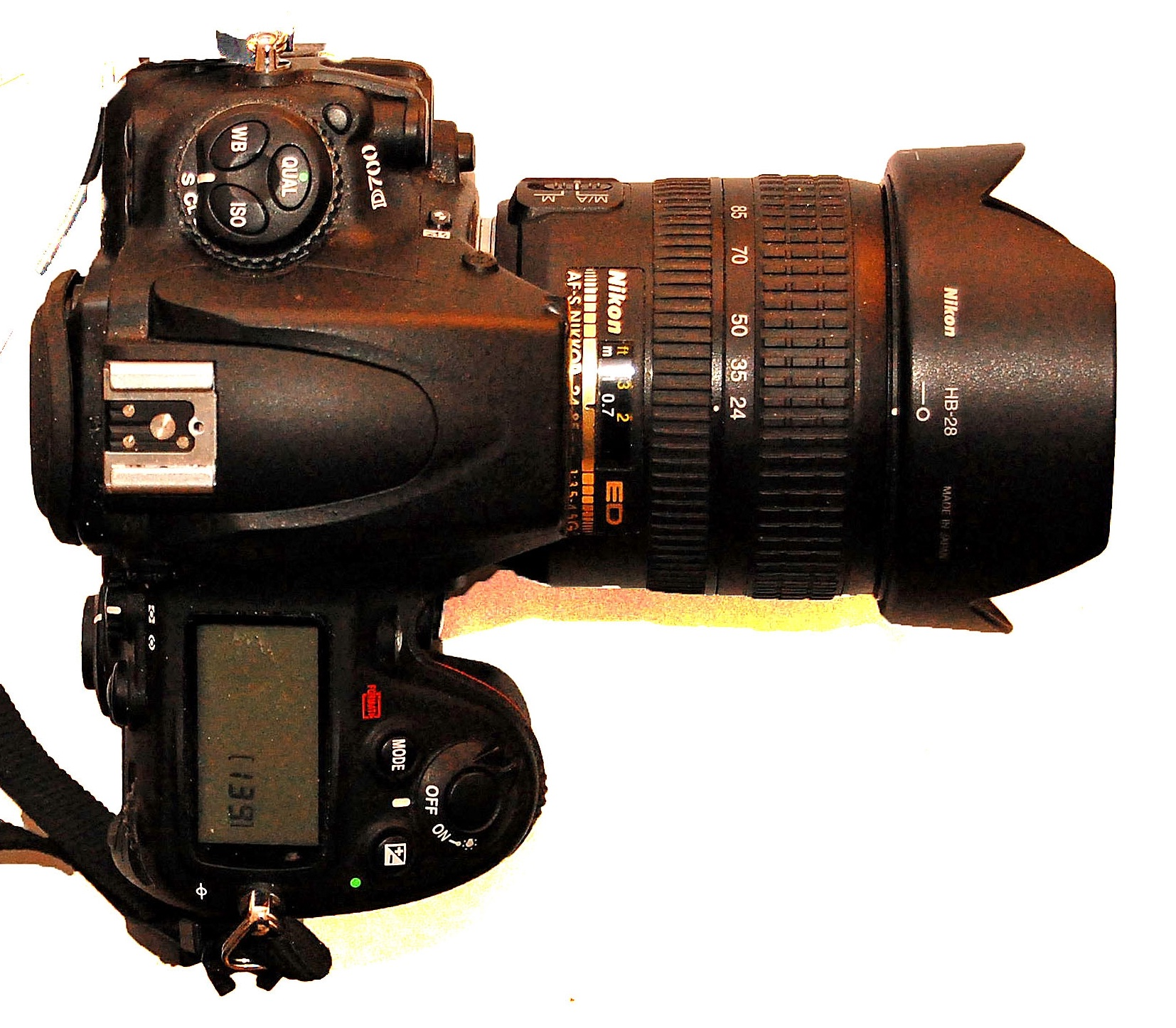
نیکون D700
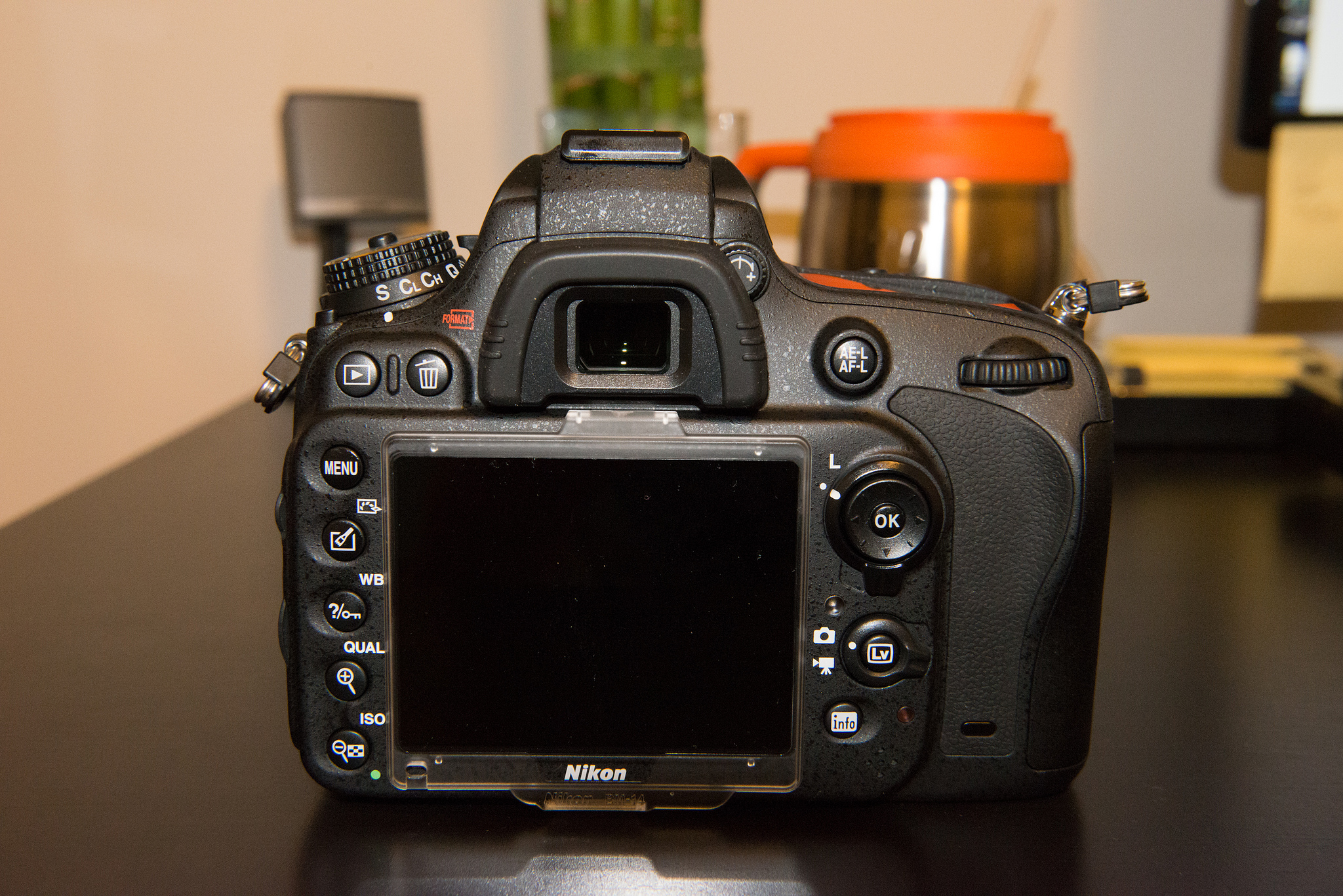
نیکون D600
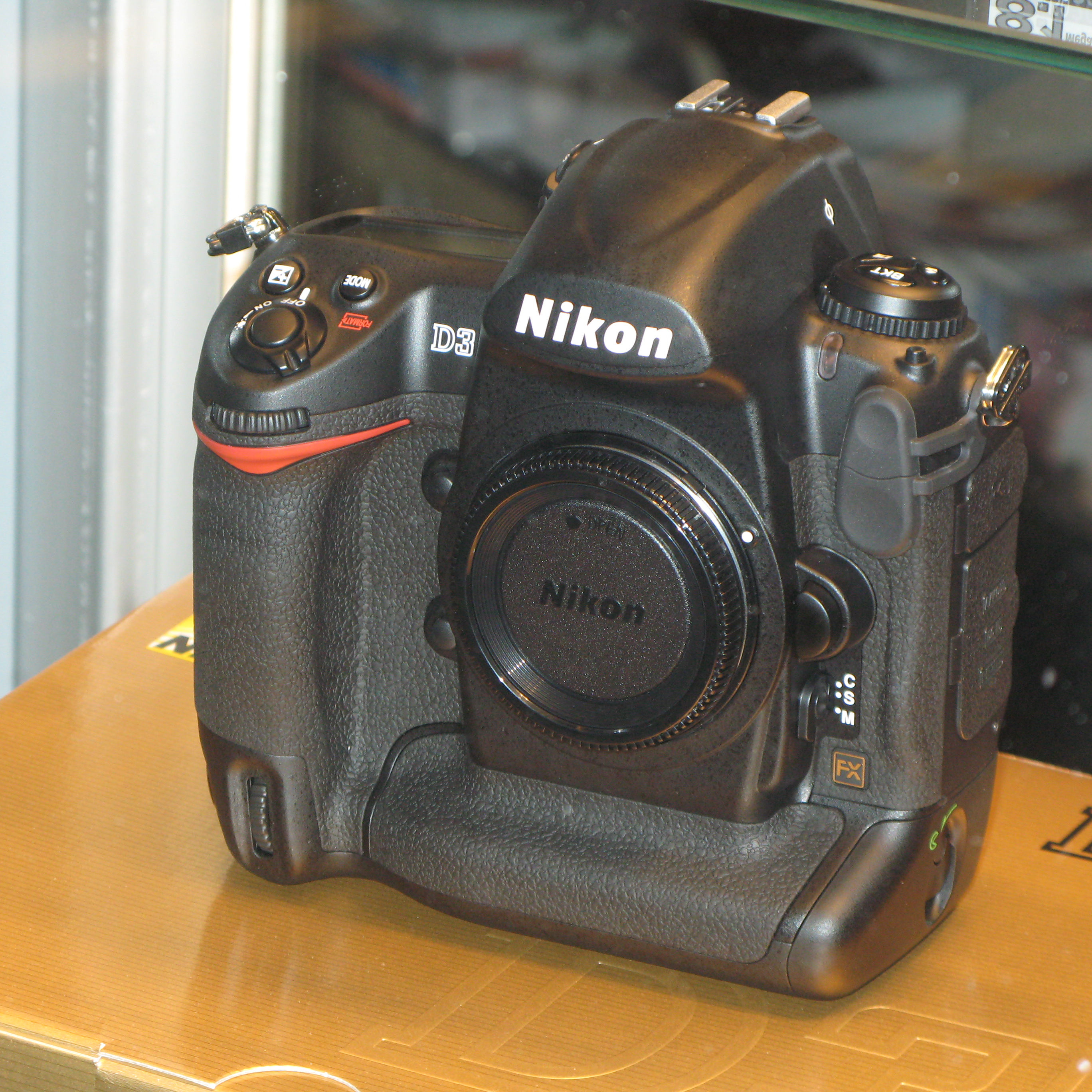
نیکون D3
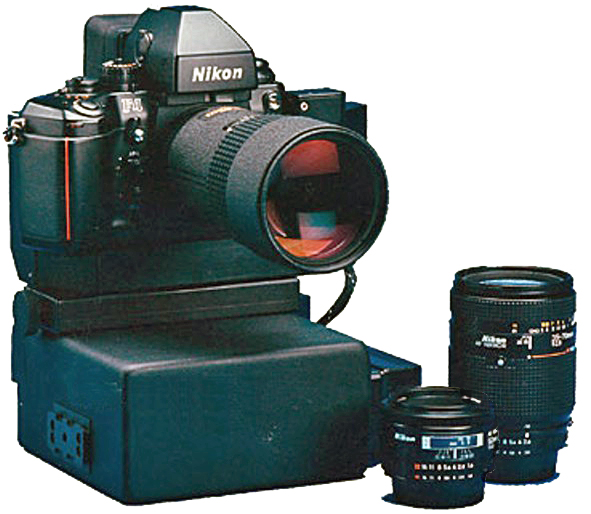
نیکون ناسا F4
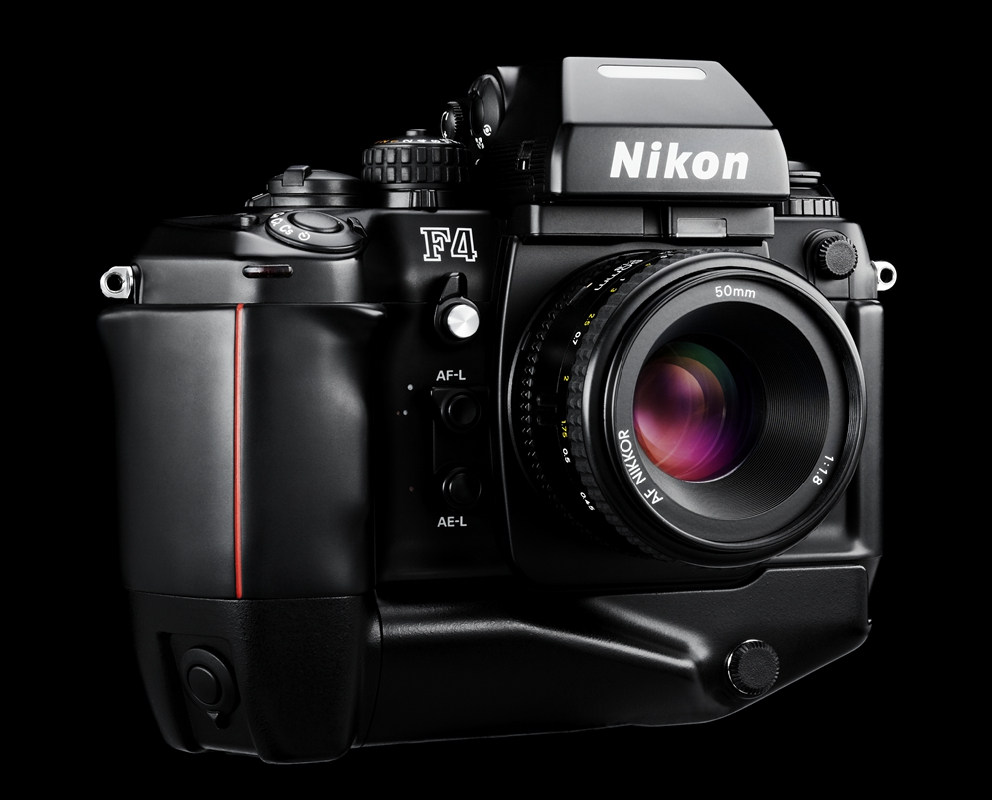
نیکون F4 F4s